# Limite (película)
Limite es una película muda brasileña del director y escritor Mário Peixoto, filmada en 1930 y proyectada por primera vez en 1931.
Citada por algunos como la más grande de todas las películas brasileñas, esta película de 120 minutos, muda y experimental del novelista y poeta Peixoto, que nunca completó otra película, fue vista por Orson Welles y ganó la admiración de muchos, incluidos Serguéi Eisenstein, Georges Sadoul y Walter Salles. En 2015, fue votada como la número 1 en la lista de las 100 mejores películas brasileñas de Abraccine. Se considera una película de culto. Su inusual estructura ha mantenido a la película al margen de la historia cinematográfica, donde se la ha conocido principalmente como una película de culto provocativa y legendaria.

## Sinopsis
La película presenta a tres personajes en un bote de remos, a la deriva. Son dos mujeres y un hombre que se pierden en el mar. Sus pasados se transmiten en flashbacks a lo largo de la película, claramente denotados por la música. Una mujer ha escapado de la cárcel; otra ha dejado un matrimonio opresivo e infeliz; y el hombre está enamorado de la esposa de otra persona. 

## Reparto
- Olga Breno como la mujer n.º 1;
- Taciana Rey como la mujer n.º 2;
- Raul Schnoor como el hombre n.º 1;
- Brutus Pedreira como el hombre n.º 2;
- Carmen Santos como la mujer comiendo una fruta;
- Mário Peixoto como el hombre sentado en el cementerio;
- Edgar Brasil como el hombre dormido en el teatro;
- Iolanda Bernardes como la mujer con la máquina de coser.

## Producción
En agosto de 1929, Peixoto se encontraba en París, en un receso de verano de sus estudios en Inglaterra, cuando vio una fotografía de André Kertész en la portada de la revista Vu. La imagen de dos manos masculinas esposadas alrededor del cuello de una mujer que miraba a la cámara se convirtió en la imagen «generativa» u «origen» de Limite. Peixoto quería interpretar él mismo al protagonista masculino, y presentó la película a los directores brasileños Humberto Mauro y Adhemar Gonzaga, quienes dijeron que la idea de Peixoto era demasiado personal para ser interpretado por nadie más. Peixoto decidió continuar y pagó la producción con fondos familiares. Filmó en 1930 en la costa de Mangaratiba, un pueblo a unos 80 kilómetros de Río de Janeiro, y donde su primo era dueño de una granja. Estilísticamente, Limite sigue a varios grandes directores de la década de 1920: en su artículo sobre la película, el crítico Fábio Andrade señala la influencia de D. W. Griffith, el montaje soviético, las obras expresionistas alemanas de F. W. Murnau y Robert Wiene, los cortos surrealistas franceses de Germaine Dulac y Man Ray, Robert J. Flaherty, Carl Theodor Dreyer y, especialmente, Jean Epstein, todos ellos visibles en las obras cinematografícas de Edgar Brasil, de origen alemán. Una escena tiene lugar en la proyección de El aventurero de Charlie Chaplin, lo que sugiere otra influencia importante en la película de Peixoto.

## Recepción
Limite tuvo tres proyecciones públicas en Río de Janeiro entre mayo de 1931 y enero de 1932, y recibió poco apoyo público o aclamación de la crítica. Su reputación se fue construyendo lentamente: Vinicius de Moraes, quien más tarde se convirtió en un destacado poeta y letrista brasileño, mostró la película a Orson Welles cuando visitó Brasil en 1942 para filmar partes de It's All True. Otras proyecciones tuvieron lugar en sociedades cinematográficas privadas, junto con obras de Serguéi Eisenstein y Vsévolod Pudovkin, durante la década de 1940 y principios de la de 1950.
Peixoto murió en 1992, a los 83 años, dejando una gran cantidad de obra literaria, guiones y escenarios sin producir, y un fragmento de un segundo largometraje planeado, Onde a terra acaba, que nunca se completó y se perdió en un incendio. Sin embargo, Peixoto continuó promocionando a Limite a lo largo de su vida. En 1965, publicó un artículo sobre su película, aparentemente escrito por Eisenstein, elogiando su «dolor luminoso, que se despliega como ritmo, coordinado con imágenes de rara precisión e ingenio». Peixoto no dio detalles sobre la procedencia del artículo, que carecía de fuentes primarias, afirmando primero que apareció en Tatler y luego en una revista alemana no identificada para, finalmente, admitir que él mismo había escrito el texto.

## Estado de conservación
En 1959, la única impresión de nitrato de Limite se había deteriorado debido a las malas condiciones de almacenamiento y ya no se podía proyectar, una situación que contribuyó a su estatus casi mítico en la historia del cine brasileño. Estuvo guardada en la Faculdade Nacional de Filosofia (FNF) hasta 1966 cuando la policía de la dictadura militar confiscó la cinta, junto con obras de Eisenstein, Pudovkin y otros directores soviéticos. Un exalumno de la FNF, Pereira de Mello, logró recuperar la impresión, ese mismo año; el proceso de restauración se inició con reproducciones fotográficas de cada fotograma, en base de la versión más reciente, realizada con la asistencia de los Archivos Mário Peixoto y Cinemateca Brasileira, que tuvo su estreno estadounidense en Brooklyn, Nueva York, el 17 de noviembre de 2010, aunque con el faltante de una escena crucial. En 2017, Criterion Collection emitió Limite en DVD y Blu-Ray, como una de las selecciones de Martin Scorsese para su World Cinema Project. También aparece entre las obras seleccionadas del libro 1001 películas que hay que ver antes de morir.